# Светлый иглокоготный галаго
Светлый иглокоготный галаго (лат. Euoticus pallidus) — примат семейства галаговые. 

## Описание
Длина тела составляет примерно 20 см, хвост длиной примерно 30 см. Вес составляет примерно 300 г. Густая, мягкая шерсть на спине жёлто-серого окраса, брюхо белёсое. Глаза и уши очень большие.

## Распространение
Вид обитает в Центральной Африке. Область распространения охватывает территорию юго-восточной Нигерии, западного Камеруна, а также остров Биоко, относящийся к Экваториальной Гвинее. В Камеруне река Санага образует естественную границу с областью распространения другого вида — изящного галаго. Естественная среда обитания светлого иглокоготного галаго — это тропические влажные джунгли.

## Образ жизни
Эти приматы являются ночными обитателями деревьев, которые редко спускаются на землю. В течение дня они спят в самодельных гнёздах из листьев, ночью они выходят на поиски пищи, при этом они передвигаются бегом и прыжками. О социальном поведении этого вида известно мало. Животные ищут пищу в одиночку, однако спят в дневное время, вероятно, в группах.

## Питание
Питание этих приматов состоит преимущественно из древесных соков. Широкие руки и заострённые когти служат для фиксации на вертикальной древесной коре, характерные зубы для жевания древесной коры. Насекомые также составляют часть их рациона, в то время как плоды они практически не едят.

## Природоохранный статус
Обитающий на острове Биоко подвид E. p. pallidus имеет статус вида, которому угрожает опасность (endangered). 